# Union des femmes en Italie
Pour les articles homonymes, voir Union des femmes.
L'Union des femmes en Italie est une association féministe italienne créée en 1944 à la fin de la Seconde Guerre mondiale à Rome sous le nom de Unione Donne Italiane (Union des femmes italiennes).

## Histoire
En 1943 sont créés des groupes de résistantes les Gruppi di Diffesa della Donna e per l'assistenza ai combattenti della Libertà, dont le nom est abrégé en GDD. Ces groupes sont une émanation du Parti communiste italien mais à partir de 1944, ils acceptent toutes les femmes antifascistes. En 1944, dans les zones libérées les membres des GDD sont intégrées à l'association nouvellement créée par Rita Montagnana, l'UDI, (Unione Donne Italiane). L'UDI reprend les missions des GDD, à savoir la conquête des droits des femmes, mais en les adaptant à une situation de paix et de démocratie naissante. Rapidement, les tensions politiques amènent le départ des femmes qui ne sont pas communistes. Progressivement, la mainmise du parti communiste augmente et toutes les responsables sont issues du parti ou du Parti socialiste italien. Le nombre de membres augmente de façon significative passant de 50 000 en 1945 à 1 million en 1950 mais après ce pic il décroît et atteint seulement 220 000 en 1964. Durant les années 1950, l'UDI suit la ligne du parti communiste et se concentre moins sur le droit des femmes que sur les décisions politiques du parti. Ainsi, il relaie les messages pacifistes et assiste le parti lors des élections. De 1947 à 1956, Maria Maddalena Rossi en fut la présidente, à qui succède Maria Lisa Cinciari Rodano jusqu'en 1960. La parlementaire Carmen Zanti en fut aussi membre.
Elle est affiliée à la Fédération démocratique internationale des femmes (FDIF).